# Jamil al-Ulshi
Jamil al-Ulshi (àrab: جميل الألشي, Jamīl al-Ulxī) (1883–1951) fou un polític sirià que fou cap d'estat en funcions durant el Mandat francès, de 17 de gener a 25 de març de 1943.

## Biografia
Va néixer i es va criar a Damasc, i fou educat en la Acadèmia Militar Otomana a Istanbul.
Va desertar de l'exèrcit otomà i es va unir a la revolta àrab sota el lideratge de Hussein ibn Ali, xerif de la Meca. A finals de la primera Guerra Mundial, va ser membre de un comissió de sis homes encarregada d'exercir l'autoritat executiva a Síria fins que fos proclamat el Regne de Síria sota el rei haiximita Faisal; des de l'octubre de 1918, va ser nomenat camarlenc privat del monarca. El regne fou proclamat el 8 de març de 1920 però dissolt pels francesos el 24 de juliol següent; França va imposar el seu mandat a Síria envirtit dels acords Sykes-Picot i la conferència de San Remo i Faisal va marxar a l'exili. Ulshi llavors va restar en camp francès i va participar en els successius governs instal·lats pels francesos, presidint el que va estar en vigor del 6 de setembre de 1920 al 30 de novembre de 1920, havent ocupat abans i després diversos alts càrrecs en el gabinet. Ràpidament va guanyar una reputació de servilisme als francesos i denepotisme quan va nomenar a diversos membres de la seva família a altes posicions del govern. El mandat francès va dividir Síria en diverses zones incorporant una part del territori al Mont Líban per formar el Gran Líban, provocant l'hostilitat del nacionalistes sirians i diverses revoltes que va esclatar a tot el país.
Ulshi va esdevenir cada vegada més impopular quan no va fer res per oposar-se a aquestes mesures, i no va oposar objeccions a la severa resposta militar francesa a les revoltes. Va ser obligat a dimitir el 30 de novembre de 1920.
Va romandre un polític marginal fins al 1928, quan va ser capaç de tornar al gabinet com a ministre de finances, quan el seu antic aliat Tadj al-Din al-Hasani es va convertir en primer ministre; va ocupar aquest càrrec fins a l'agost de 1930, quan es va retirar.
Va sortir del seu retir al setembre de 1941 per esdevenir un assessor d'al-Hasani, quan aquest va assumir la presidència. Al-Hasani va demanar a Ulshi formar un govern a finals del 1943, i va entrar en funcions el 10 de gener de 1943 amb un govern en el que va donar diversos càrrecs a polítics nacionalistes per apaivagar l'oposició. El president al-Hasani va morir d'un atac de cor el dia 17 de gener i Ulshi, com a primer ministre i d'acord amb la llei, va passar a actuar de president interí sense deixar de ser primer ministre. El seu mandat es va veure entelat per l'extensió de l'oposició popular i els desordres causats per l'aixecament de les taxes imposades per ajudar a França en el seu esforç de guerra a Europa.
El 25 de març de 1943 va ser obligat a dimitir dels dos càrrecs i va desaparèixer de la vida pública fins a la seva mort vuit anys més tard.